# Dark fantasy
Dark fantasy, v češtině temné fantasy, je podžánr fantasy. V dark fantasy příbězích jsou zdůrazněny hororové elementy.
Je složité najít přesnou definici pro dark fantasy. Za zakladatelku žánru je obvykle považována Gertrude Barrows Bennett. Charles L. Grant a Karl Edward Wagner jsou spojeni s vymyšlením vlastního pojmu dark fantasy, ačkoliv oba popisovali odlišný styl fikce. Mnoho autorů, vydavatelů a kritiků navíc používá tento výraz pro mnoho odlišných děl. Příslušné příběhy málokdy sdílí víc než existenci nadpřirozena a temný tón vyprávění.

## Hororové základy
Charles L. Grant je často uváděn jako zakladatel termínu „dark fantasy“. Grant definoval svou odnož dark fantasy jako „typ hororového příběhu, ve kterém je lidstvo ohrožováno silami, které jsou mimo lidské chápání.“ Termín často používal jako alternativu k hororu, protože žánr hororu byl spojen s krvavějšími díly.
Dark fantasy někdy vypráví příběh z úhlu pohledu monstra, a tak jsou tyto bytosti jinak spojené s hororem viděny jako poněkud sympatičtější. V tradičním hororu sleduje čtenář děj z úhlu pohledu obětí a přeživších. Upíří kroniky Anne Rice jsou jedním ze příkladů tohoto stylu v dark fantasy.
V obecnějším smyslu je termín dark fantasy užíván jako synonymum pro nadpřirozené horory, aby se odlišily hororové příběhy s nadpřirozenými elementy od těch, které je neobsahují. Příběh o vlkodlakovi nebo upírovi by v tomto případě byl dark fantasy, kdežto příběh o sériovém vrahovi by byl horor.

## Fantasy základy
Karl Edward Wagner je často uváděn jako zakladatel termínu „dark fantasy“, kde převažují fantasy základy. Wagner ho použil u své fikce o gotickém válečníkovi Kaneovi. Od té doby se pojem „dark fantasy“ používá ve spojení s podžánry meč a magie a hrdinská fantasy, když se v nich objeví antihrdinové nebo morálně nevyhranění protagonisté. Příkladem jsou příběhy Michaela Moorcocka o albínském šermíři Elricovi.
Termín dark fantasy se někdy používá pro fantasy díla autorů, kteří jsou primárně spojeni s žánrem hororu. Příkladem je Temná věž Stephena Kinga. Dark fantasy mohou být i temnější díla autorů spojených s jinými styly ve fantasy žánru.